# 肯氏小树蛙
肯氏小树蛙（学名：Philautus kempii）一种分布于印度东北部、中国西藏东部等地区的两栖动物，隶属于树蛙科小树蛙属。

## 形态特征
肯氏小树蛙体型窄长，体长15毫米左右。身体背部光滑，呈深橄榄色，肩部有略对称排列的灰绿色斑；身体腹面为浅黄色，杂以深橄榄色；咽喉部有明晰的浅黄色斑。

## 保护
本种于2023年被收录入《有重要生态、科学、社会价值的陆生野生动物名录》。